# Abraão Sabbá
Abraão Sabbá (Belém, 27 de julho de 1913) é um empresário e político brasileiro, outrora deputado federal pelo Amazonas.

## Dados biográficos
Filho de Primo Sabbá e Fortunata Sabbá. Empresário, presidiu a Federação das Indústrias do Estado do Amazonas e também integrou e o conselho regional do Serviço Nacional de Aprendizagem Industrial (SENAI) e do Serviço Social da Indústria (SESI) após migrar para Manaus. Antes candidatara-se a deputado federal pelo PTB de São Paulo em 1954, mas figurou entre os últimos colocados com apenas 81 votos. Regressou à vida política ao eleger-se deputado federal via PSD em 1962 e devido a outorga do bipartidarismo por meio do Ato Institucional Número Dois filiou-se à ARENA em apoio ao Regime Militar de 1964 e assim renovou o mandato em 1966.
Entre um mandato parlamentar e outro chegou a ocupar uma das diretorias e depois a vice-presidência da Confederação Nacional da Indústria. Tentou renovar o mandato de deputado federal em 1970 e 1974, mas não passou da segunda suplência nas disputas em questão.